# Pink Goes to Hollywood
Pink Goes to Hollywood (ou Pink Panther in: Pink Goes to Hollywood) est un jeu de plates-formes de TecMagik sorti en 1993 sur Mega Drive et Super Nintendo.

## Système de jeu
Le joueur dirige la Panthère rose, apparaissant dans le générique du film, puis la série animée homonyme.

## Réception
Le jeu est noté 65% par "Greg" dans le magazine Joypad.